# Ai Cập thời Trung Cổ
Thời kỳ Ai Cập thuộc Ả Rập bắt đầu vào năm 640, 641 hoặc 642, tùy cách chọn sự kiện đánh dấu của mỗi người. Trong thời kỳ này Ai Cập biến thành một xứ sở của người Ả Rập nói tiếng Ả Rập, nên có thể coi thời kỳ "thuộc Ả Rập" ở Ai Cập chấm dứt khi Ai Cập có một chính quyền hoàn toàn độc lập là nhà Ikhshidid (935 - 969), hoặc lúc Ai Cập chuyển sang quyền lãnh đạo của một triều đại người Kurd là nhà Ayyubid (1171 - 1250), hoặc trễ hơn nữa, năm 1517, khi Đế chế Ottoman của người Thổ Nhĩ Kỳ vào chiếm.

## Quốc gia Hồi giáo chiếm Ai Cập

Lãnh thổ quốc gia Islam
Đầu đời các khalip, 632
Thêm đất thời các khalip Trưởng Phụ, 632-661
Thêm đất thời các khalip nhà Omeyyad, 661-750

Năm 639, vị khalip thứ nhì của quốc gia Hồi giáo là Umar phái tướng Amr ibn al-As với khoảng 4.000 quân đánh Ai Cập. Năm 640, đoàn quân này được thêm 5.000 quân tiếp viện và đánh bại quân Đông La Mã (Byzantine) ở trận Heliopolis. Sau khi chiếm được đồn Babylon (Babylon của Cairo, phân biệt với Babylon ở Iraq) ở châu thổ sông Nil (ngày 9 tháng 4 năm 641), ông lập trại quân Fostat năm 643 bên cạnh đồn này để kiểm soát các vùng đất đã chiếm được. Fostat là khởi điểm của thủ đô Cairo sau này.
Amr chuyển quân đánh Alexandria, và lấy được thành phố này khi một hoà ước được ký kết ngày 8 tháng 11 năm 641.
Alexandria bị Đông La Mã tái chiếm năm 645 nhưng bị Amr lấy lại năm 646. Năm 654 hoàng đế Đông La Mã Constans II phái hạm đội đi tái chiếm Ai Cập nhưng hạm đội này bị thua trận. Từ đó Đông La Mã không làm được cố gắng lớn nào để tái chiếm xứ này.
* Các thống đốc Ả rập ở Ai Cập (641 - 969):
1. Amr ibn al-As: 640-646
2. Abdallah ibn Sa'ad: 646-656
3. Muhammad ibn Abi Hudhayfa: 656-657
4. Qays ibn Sa'ad: 657
5. Malik ibn al-Harith: 657
6. Muhammad ibn Abi Bakr: 657-658
7. Amr ibn al-'As: 658-664
8. Utba ibn Abi Sufyan: 664-665
9. Utba ibn Amir: 665-667
10. Maslama ibn al-Ansari Mukhallad: 667-682
11. Sa'id ibn Yazid ibn al-Qama al-Azdi: 682-684
12. Abd al-Rahman al-ibn Utba Fihri: 684
13. Abd al-Aziz ibn Marwan ibn al-Hakam: 685-705
14. Abdallah ibn Abd al-Malik ibn Marwan ibn al-Hakam: 705-709
15. Qurra ibn al-Sharik Absi: 709-715
16. Abd al-Malik ibn al-Rifa'a Fahmi: 715-717
17. Ayyub ibn Sharhabil: 717-720
18. Bishr ibn al-Safwan Kalbi: 720-721
19. Handhala ibn al-Safwan Kalbi: 721-724
20. Muhammad ibn Abd al-Malik ibn Marwan: 724
21. Al-Hurr ibn Yusuf: 724-727
22. Abd al-Malik ibn al-Rifa'a Fahmi: 727
23. Al-Walid ibn Rifa'a ibn Thabit al-Fahmi: 727-735

## Cuộc đồng hóa thành người Ả Rập
Người Ả Rập vốn tin rằng tổ mẫu của họ là người Ai Cập (xem truyện thánh Abraham) nên sự kỳ thị chủng tộc đối với cư dân Ai Cập được giảm xuống mức thấp nhất. Dĩ nhiên không thể không có những sự tàn bạo mà họ lắm khi cũng sẵn sàng đối xử với người đồng chủng, hay những kỳ thị do khác biệt tôn giáo, giai cấp, văn minh, v.v... Những kỳ thị tôn giáo cũng thường ở mức độ thấp vì Hồi giáo coi Cơ Đốc giáo là tôn giáo đồng nguyên. Về kỳ thị giai cấp thì tín đồ Islam đến chùa cầu nguyện, giàu nghèo sang hèn đều đứng san sát với nhau, khi tang lễ thì vua chúa hay thường dân đều quấn mấy thước vải trắng như nhau, và còn nhiều giáo điều khác kêu gọi sự bình đẳng được nhiều người tôn trọng. Người Ả Rập vốn kém văn minh hơn người Ai Cập, nhưng với tinh thần quý chuộng kiến thức, háo hức tìm hiểu và dịch thuật những tác phẩm quý từ tiếng Hy Lạp được lưu giữ tại Alexandria và nhiều nơi khác trong thời gian đầu, những tiến bộ, phát minh, phát kiến trong thời gian kế, đã khiến sự kỳ thị do trình độ văn minh khác biệt cũng giảm đi.
Sự bành trướng của quốc gia Hồi giáo (biến dần thành đế quốc Ả Rập) sang đến Maroc và Tây Ban Nha phía tây biến đất Ai Cập thành chặng đường đầu tiên của các đoàn quân, quan lại, người di cư sang những vùng đất viễn tây này. Vị trí đó là một yếu tố quan trọng khiến Ai Cập bị đồng hóa nhanh chóng.
Ngoài ra, tiếng Ai Cập cổ đã thất truyền, ngôn ngữ hiện hành là tiếng Hy Lạp của ngoại bang cũng khiến đa số người Ai Cập cảm thấy không cần phải gìn giữ một di sản không phải của tổ tiên họ.
Tiếng Ả Rập được dùng ngày càng phổ biến, và đến năm 706 thì trở thành ngôn ngữ chính thức tại Ai Cập. Tiếng Ả Rập khẩu âm Ai Cập dần dần hình thành và được dùng đến ngày nay.
Cuộc đồng hóa thành người Ả Rập có lẽ vẫn còn tiếp tục cho đến ngày nay. Với sỉ số 7 triệu trên tổng số 77 triệu dân trong xứ, người Copt, với tín ngưỡng Cơ Đốc giáo, vẫn ít nhiều coi mình không phải là người Ả Rập và tìm cách đồng hóa lại chủng tộc này. Ngoài ra, một số người như cố tổng thống Gamal Abdel Nasser vẫn tự coi là người Ai Cập nguyên thủy.

## Hồi giáo
Trong nhiều thập niên đầu rất hiếm người Copt cải đạo theo Hồi giáo. Tín đồ Do Thái giáo và Cơ Đốc giáo bị coi là những người 'dhimmi' ("được bảo hộ"). Họ không phải đóng thuế 'zakat' ("an sinh xã hội') của giáo luật Hồi giáo, nhưng bù lại phải đóng thuế 'dhimmi' ("bảo hộ"). Họ không được đeo vũ khí, không được cởi ngựa (ngoại trừ vị trưởng phụ của giáo hội), và vào một số dịp lễ hội, họ phải quấn khăn màu sắc riêng biệt (vàng cho tín đồ Do Thái giáo, xanh nước biển cho tín đồ Cơ Đốc giáo).
Lại có luật khi một nhà thờ Do Thái giáo hay Cơ Đốc giáo bị hư hay bị sập, không được sửa hay xây lại; không được đánh chuông nhà thờ; và không được tổ chức những đám rước, lễ rước tôn giáo.
Trên thực tế, ngoại trừ thuế 'dhimmi', các luật khác rất ít khi áp dụng. Theo www.coptic.net, thuế 'dhimmi' có những lúc tăng cao quá, ai không nộp thì không còn được "bảo hộ", có nghĩa là bị quân lính muốn giết lúc nào thì giết. Theo www.coptic.net, đó là lý do chính mà nhiều người Copt phải bỏ đạo Cơ Đốc mà theo Hồi giáo.

## Thay đổi trọng tâm
Thời các 'pharaon', thủ đô Ai Cập thường ở vùng châu thổ sông Nile, hoặc ở miền nam. Đến đời Alexandros Đại Đế, hải cảng Alexandria trông ra Địa Trung Hải được dựng lên và trở thành thủ đô. Nhà Ptolemaios vốn gốc Hy Lạp, nên đóng đô ở đấy để dễ liên lạc với quê nhà. Thời La Mã, hai thủ đô La Mã và Constantinopolis cũng ở bên kia biển, nên Alexandria giữ mức quan trọng hàng đầu vì các nhu cầu chính trị và kinh tế.
Từ năm 642 trở đi, Ai Cập chịu sự cai trị của những thủ đô ở Á Châu là Medina (642 - 657), Damascus (661 - 750) và Bagdad (762 - 935) nên trọng tâm chuyển về vùng châu thổ, quanh Fostat. Alexandria lùi về vị trí thành phố thứ nhì, và đại khái giữ ngôi vị này cho đến ngày nay.

## Hành chính
Những cư dân Cơ Đốc giáo tại Ai Cập không được - và khỏi phải - đi lính. Họ được tự do hành đạo và tự xử lý những việc nội bộ.
Chính quyền Ả Rập giữ lại cách phân chia Ai Cập thành các quận (nomoi) như của La Mã. Phần lớn quan lại sở tại vẫn là người Copt theo Cơ Đốc giáo.

## Các biến cố chính trị và quân sự
Trong khoảng một thế kỷ, Ai Cập thường là nơi đi qua của các đoàn quân Ả Rập đi chiếm các vùng đất phương tây: miền Cyrénaïque ở Libya năm 642, miền Ifriqiya năm 647, thành Carthage ở Tunisia năm 670, đất Maroc năm 698, phần lớn Tây Ban Nha năm 718.
Đất Ai Cập cũng liên hệ mật thiết với các chính quyền trung ương ở châu Á. Năm 656, một đoàn phiến quân từ Ai Cập đánh Medina và hành thích khalip Othman. Các năm 657 đến 661, quốc gia Hồi giáo bị nội chiến chia đôi, Ai Cập theo phe quan tổng đốc Xy Ri là Mu'Awiya. Phe này thắng trận, lập nhà Omeyyad (cũng viết là Umayyad) và biến dần quốc gia Hồi giáo thành đế quốc Ả Rập. Trong giai đoạn 680 - 692, một phần của Ai Cập theo Abdallah ibn al-Zubayr nổi dậy chống khalip Yazid I của nhà Omeyyad. Yazid I làm nhiều điều trái lòng dân, nên Abdallah xưng là khalip và chiếm giữ được nhiều vùng ở bán đảo Ả Rập, Iraq và Xy Ri.
Năm 725, người Copt nổi dậy vì thuế 'dhimmi' tăng cao. Năm 727, chính quyền nhà Omeyyad đưa 3.000 quân Ả Rập sang trấn đóng gần Bilbeis. Những cuộc nổi dậy khác của người Copt được ghi nhận năm 739 và 750, lần nào cũng do thuế quá nặng.
Năm 750, nhà Abbasid thay thế nhà Omeyyad, và lập nhiều thứ thuế mới. Người Copt lại nổi dậy năm 753. Thời các khalip Al-Mansur (754 -775) và Harun Al-Rashid (786 - 809) đế quốc thường được thanh bình thịnh trị. Năm 817, dân vùng ngoại ô thành Cordoba ở Tây Ban Nha nổi loạn. Bị trục xuất về phương đông, họ vào chiếm được Alexandria, nhưng không bao lâu thì bị đàn áp. Năm 828 lại có cuộc nổi dậy địa phương, và năm 831 cả người Copt và người tín đồ Hồi giáo gốc Ai Cập đều vùng lên. Năm 832 người Copt 'bachmurites' nổi dậy, bị khalip Al-Mamun dẹp được.

## Nhà Tulunid trở về sau
Từ đời khalip Al-Mamun (813 - 833) chính quyền trung ương nhà Abbasid suy yếu dần. Các quan tổng đốc trở thành các triều đại bán độc lập. Tại Ai Cập, các tổng đốc cha truyền con nối trở thành nhà Tulunid (868 - 905).
Bài chi tiết: nhà Tulunid.
Nhà Abbasid trung hưng lại, tái chiếm Ai Cập trong tay nhà Tulunid năm 905. Nhưng chỉ được 30 năm thì lại mất Ai Cập vào tay nhà Ikhshidid. Lần này thì họ mất hẳn quyền kiểm soát Ai Cập. Mặc dù sau đó nhà Ayyubid nhận sắc phong tước sultan từ nhà Abbasid, nhưng họ giữ thực quyền cai trị Ai Cập. Sau nữa, sau khi nhà Abbasid bị người Mông Cổ diệt năm 1258, con cháu họ được nhà Mamluk ở Ai Cập rước về Cairo để tiếp nối chức khalip truyền thống, nhưng họ không có chút thực quyền hành chính và quân sự nào.

## Văn minh
Mặc dù thiếu tự chủ về mặt chính trị, nhưng Ai Cập vẫn giữ một địa vị quan trọng hàng đầu đối với văn minh nhân loại, như thường xuyên từ thời của những kim tự tháp có nấc xa xưa. Mặc dù thư viện Alexandria không còn nữa, nhưng thành Alexandria nói riêng và đất Ai Cập nói chung vẫn giữ được nhiều sách vở quý giá tiếng Hy Lạp, được các học giả tích cực sao chép, dịch thuật sang tiếng Ả Rập. Rất nhiều tác phẩm Hy Lạp về sau được dịch lại sang các thứ tiếng Âu Châu từ những phiên bản Ả Rập và giữ lại dấu vết của những phiên bản đó, chẳng hạn như tác phẩm 'Hè Megalè Syntaxis' ("Đại Luận") của nhà thiên văn Ptolemaios người thành Alexandria sau này được biết đến một cách rộng rãi ở Âu Châu dưới tên 'Almagest' ("Đại Thư") của tiếng Ả Rập.
Theo sử gia Will Durant (The Story of Civilization IV: The Age of Faith), hóa học là một môn học phần lớn được lập ra bởi các nhà bác học Hồi giáo, thừa kế từ Ai Cập. Trước đó, người Hy Lạp chỉ giới hạn trong những thí nghiệm kỹ nghệ và các giả thuyết mơ hồ. Người Saracen (Ả Rập) đã tiến đến sự quan sát chính xác, thí nghiệm có kiểm soát, và ghi chú cẩn thận. Họ phát minh 'alembic' (nồi cất rượu ?), phân tích hóa tính của vô số chất,..., phân biệt alkali và axít,..., nghiên cứu và bào chế hàng trăm loại thuốc. Nguyên văn:
"Chemistry as a science was almost created by the Moslems; for in this field, where the Greeks (so far as we know) were confined to industrial experience and vague hypothesis, the Saracens introduced precise observation, controlled experiment, and careful records. They invented and named the alembic (al-anbiq), chemically analyzed innumerable substances, composed lapidaries, distinguished alkalis and acids, investigated their affinities, studied and manufactured hundreds of drugs. Alchemy, which the Moslems inherited from Egypt, contributed to chemistry by a thousand incidental discoveries, and by its method, which was the most scientific of all medieval operations."